# مايك هوليس
مايك هوليس (بالإنجليزية: Mike Hollis)‏ هو لاعب كرة قدم أمريكية أمريكي، ولد في 22 مايو 1972 في كيلوغ في الولايات المتحدة.

## وصلات خارجية
- مايك هوليس على موقع إي إس بي إن.كوم (أن.أف.أل)3
- مايك هوليس على موقع مرجع كرة القدم المحترفة.كوم (الإنجليزية)